# 土田優香
土田 優香（つちだ ゆか、1983年11月18日 - ）は、フリーアナウンサー。FIRST AGENT所属。

## 人物
- 福井県福井市出身。関西大学文学部総合人文学科を卒業した。
- 2007年4月に契約キャスターとしてNHK福井放送局に入局し、4年間勤務する。
- 2011年4月から1年間NHK仙台放送局で契約キャスターを務め、『ウィークエンド東北』『お元気ですか日本列島』などに出演する。
- 2013年1月、TBSニュースバードのキャスターを務める。また、この頃はキャスター・芸能事務所のキャスト・プラスに所属した（2015年4月まで）。
- 2014年4月より1年間、WOWOWの専属アナウンサーを務めた。
WOWOW入局後はサッカー番組を担当し、ペナルティ・ヒデと『リーガダイジェスト!』の司会を務め、音楽番組ではピーター・バラカンと『オフビート&JAZZ』の司会を務めた。
- WOWOWとの専属契約終了後の2015年、生島企画室（現在のFIRST AGENT）に移籍した。
- 趣味は舞台鑑賞、スポーツ観戦。

## 過去の出演番組
WOWOW
- 金曜カーソル
- UFC-究極格闘技-
- オフビート＆JAZZ
- リーガダイジェスト!

民放その他
- ヒットリサーチ （BS-TBS）
- TBSニュースバード（2013年1月）
- UEFAチャンピオンズリーグ 12／13 開幕 特番 〜欧州王者を狙う最強クラブはドコだ!〜 （スカパー!）

NHK総合
- 高専ロボコン2011決めろ! 勝利のタッチダウン（東北地区リポーター）

NHK Eテレ
- ABUアジア太平洋ロボコン代表決定戦2015（総合司会アシスタント）

NHK仙台放送局
- お元気ですか日本列島（2011年度東北ブロック担当キャスター）
- ウィークエンド東北
- 情報パレット

NHK福井放送局
- ほやほや情報昼前便